# Antonis Samaras
Antonis Samaras (řecky Αντώνης Σαμαράς, * 23. května 1951 Athény) je řecký politik, který v letech 2012–2015 zastával úřad předsedy vlády Řecka. Jako předseda nejsilnější řecké pravicové strany Nová demokracie byl mezi roky 2009–2011 vůdcem opozice, než Nová demokracie podpořila vládu Lukase Papadimose. Dříve zastával také funkce ministrů zahraničních věcí a financí.

## Biografie

### Mládí a vstup do politiky
Narodil se v Aténách. Roku 1974 zakončil studia na Amherstské vysoké škole v americkém státě Massachusetts, kde studoval ekonomii. O dva roky později získal titul MBA na Harvardově univerzitě. Jeho otec Dr. Konstantinos Samaras byl profesorem kardiologie. Na studiích ve městě Amherst bydlel na koleji s Jorgosem Papandreu, posléze se však stali politickými rivaly.
V roce 1977 byl v regionu Messenia zvolen poslancem parlamentu za stranu Nová demokracie. Konstantinos Mitsotakis ho roku 1989 přizval do své vlády na post ministra financí, posléze byl však převelen na ministerstvo zahraničních věcí. Roku 1992 byl odvolán. Jako reakci na odvolání si založil vlastní politickou stranu Politické jaro (řecky Πολιτική Άνοιξη), která byla více pravicová než Nová demokracie.
Strana Politické jaro získala v parlamentních volbách roku 1993 336 tisíc hlasů (4,9%), a tím získala deset mandátů a stala se třetí nejsilnější stranou v zemi. O rok později ve volbách do Evropského parlamentu získala 564 tisíc hlasů (8,7%) a dva mandáty. V dalších volbách však strana již neuspěla.

### Nová demokracie a předseda vlády
Roku 2004 rozpustil svou stranu a znovu vstoupil do Nové demokracie, za kterou byl téhož roku zvolen do Evropského parlamentu. V parlamentních volbách roku 2007 byl zvolen i do národního parlamentu, a téhož dne rezignoval na místo v Evropském parlamentu. V lednu 2009 nahradil ve vládě Kostase Karamanlise dosavadního ministra kultury, jímž byl Michael Liapis. Jeho úřadování skončilo pádem vlády v říjnu téhož roku. Roku 2009 byl také znovuzvolen do parlamentu.
Po pohraných volbách roku 2009 Kostas Karamanlis rezignoval na post předsedy strany Nová demokracie a Samaras se rozhodl kandidovat. Oponentkou mu byla Dora Bakoyannis, bývalá ministryně zahraničních věcí a starostka Atén. Vedení strany rozhodlo, že předsedu si zvolí členové sami. 30. listopadu 2009 byl Samaras zvolen novým, v pořadí sedmým, předsedou strany.
V květnu 2012 jeho strana vyhrála volby s mizivým ziskem 109 mandátů, prezidentem byl Samaras pověřen sestavit vládu, která dle výsledků nutně musela být koaliční, což se mu však nepodařilo. Stejný neúspěch však zaznamenal i jeho hlavní oponent Alexis Tsipras, a tak musely být volby opakovány. V červnových volbách strana posílila a získala 129 mandátů, stále však neměla většinu. Samaras tedy sestavil menšinovou vládu s podporou stran Panhelénské socialistické hnutí (PASOK) a Demokratická levice (DIMAR), kdy se stal premiérem.

### Soukromý život
Vyznává víru Řecké pravoslavné církve. Je ženatý, jeho manželkou je Georgia Kretikos. Spolu mají dvě děti, dceru Lenu a syna Kostase.